# Edward Blake
Dominick Edward Blake (Adelaide Metcalfe, 13 ottobre 1833 – Toronto, 1º marzo 1912) è stato un politico canadese, secondo primo ministro dell'Ontario (dal 1871 al 1872) e leader del Partito Liberale del Canada dal 1880 al 1887.